# Hemistola efformata
Hemistola efformata es una especie de polillas perteneciente a la familia Geometridae, descrita por primera vez por el lepidopterólogo inglés William Warren en 1893.

## Descripción
Las alas anteriores son de color verde manzana pálido, con una franja oblicua blanca bastante ancha desde el margen interior hasta la costa del ala. La costa y todas las venas están resaltadas con blanco. Las alas posteriores son iguales en sus marcas, con una fascia submarginal curva blanca. La cabeza, tórax y abdomen son verdes, con la parte inferior de un verde más pálido y opaco. La base de la costa del ala por debajo es negruzca.

### Especies similares
Tiene gran parecido con otras especies Hemistola a tal grado que se consideraba una aberración de ellas, especialmente H. loxiaria, pero con las marcas celulares blancas obsoletas. Como el término del ala trasera no muestra la leve curvatura que, en una inspección cuidadosa, es discernible en ortas especies y la línea del ala delantera es menos fina, no crenulada y está ubicada más distalmente, es considerada especie separada. Esta especie se puede distinguir inmediatamente de las otras del género por el ángulo interno que es obtuso en las alas traseras.